# Baby’s in Black
Baby’s in Black (englisch sinngemäß für: Mädchen in schwarz gekleidet) ist ein Lied der britischen Band The Beatles, das 1964 auf ihrem vierten Studioalbum Beatles for Sale veröffentlicht wurde. Komponiert wurde es von John Lennon und Paul McCartney und unter der Autorenangabe Lennon/McCartney veröffentlicht.

## Hintergrund
Baby’s in Black ist eine Gemeinschaftskomposition von John Lennon und Paul McCartney. Das Lied wurde während einer Tournee im Sommer 1964 in einem Hotel geschrieben. Nach der Veröffentlichung des Liedes wurde spekuliert, dass der Text von Baby’s in Black von Astrid Kirchherr und ihrer Trauer um Stuart Sutcliffe handle. Dieses wurde aber von den beiden Komponisten nie bestätigt.
Paul McCartney sagte zum Lied: „Baby’s in Black machten wir, weil wir Walzer mochten. Und ich denke auch, John und ich wollten lieber etwas Bluesiges machen, etwas Dunkleres, Erwachseneres, als nur puren Pop.“
Baby’s in Black wurde in das Liverepertoire der Gruppe im Jahr 1964 aufgenommen und wurde letztmals am 29. August 1966 im Candlestick Park, auf ihrem letzten Konzert, gespielt.

## Aufnahme
Baby’s in Black wurde am 11. August 1964 in den Londoner Abbey Road Studios (Studio 2) mit dem Produzenten George Martin aufgenommen. Norman Smith war der Toningenieur der Aufnahmen. Es war das erste Lied, das die Beatles für das Album Beatles for Sale aufnahmen. Die Band nahm insgesamt 14 Takes auf, wobei der 14. Take auch für die finale Version verwendet wurde. Die Aufnahmen dauerten zwischen 19 und 22 Uhr. Lennon und McCartney sangen in ein Mikrofon, um stimmlich eine Einheit zu bilden.
Die Abmischung des Liedes erfolgte am 26. Oktober 1964 in Mono und am 4. November 1964 in Stereo.
Besetzung
- John Lennon: Akustikgitarre, Gesang
- Paul McCartney: Bass, Gesang
- George Harrison: Leadgitarre
- Ringo Starr: Schlagzeug

## Veröffentlichungen
- Am 13. November 1964 erschien in Deutschland das sechste Beatles-Album Beatles for Sale, auf dem Baby’s in Black enthalten ist. In Großbritannien wurde das Album am 4. Dezember 1964 veröffentlicht, dort war es das vierte Beatles-Album.
- In den USA wurde Baby’s in Black auf dem dortigen siebten Album Beatles ’65, am 15. Dezember 1964, veröffentlicht.
- Im Frühjahr 1965 wurde in Mexiko die Single Baby’s in Black / Rock and Roll Music veröffentlicht.[2]
- In Großbritannien erschien am 4. Juni 1965 die EP Beatles for Sale (No. 2), auf der sich ebenfalls Baby’s in Black befindet.
- Eine Liveversion des Liedes erschien am 4. März 1996 auf der Single[3] und der EP Real Love sowie am 9. September 2016 auf der Wiederveröffentlichung des Albums The Beatles at the Hollywood Bowl.

## Coverversionen
Folgend eine kleine Auswahl:
- Charles River Valley Boys – Beatles Country [4]
- Jerry Inman –  Lennon McCartney Country Style R.F.D.[5]
- Daddy's Act – Single Baby’s in Black [6]